# ماریو روبرتو الوارز
 ماریو روبرتو الوارز (انگلیسی: Mario Roberto Álvarez؛ ۱۴ نوامبر ۱۹۱۳ – ۵ نوامبر ۲۰۱۱) یک معمار اهل آرژانتین بود.

## نگارخانه

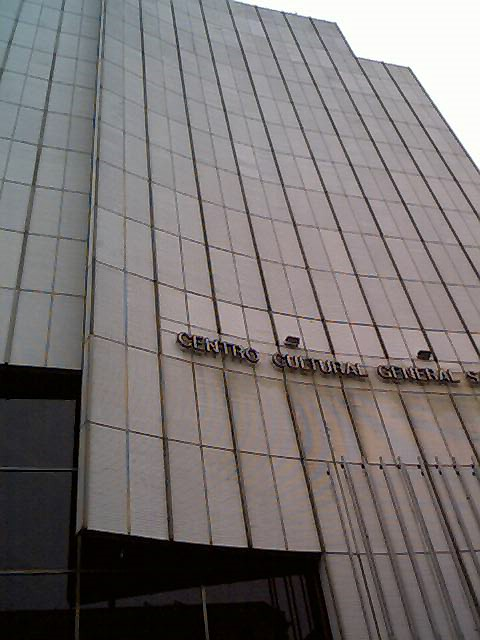
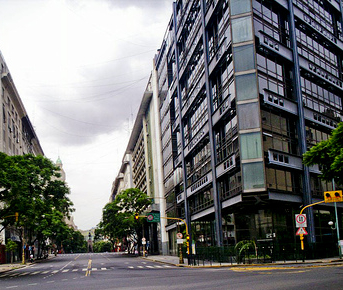
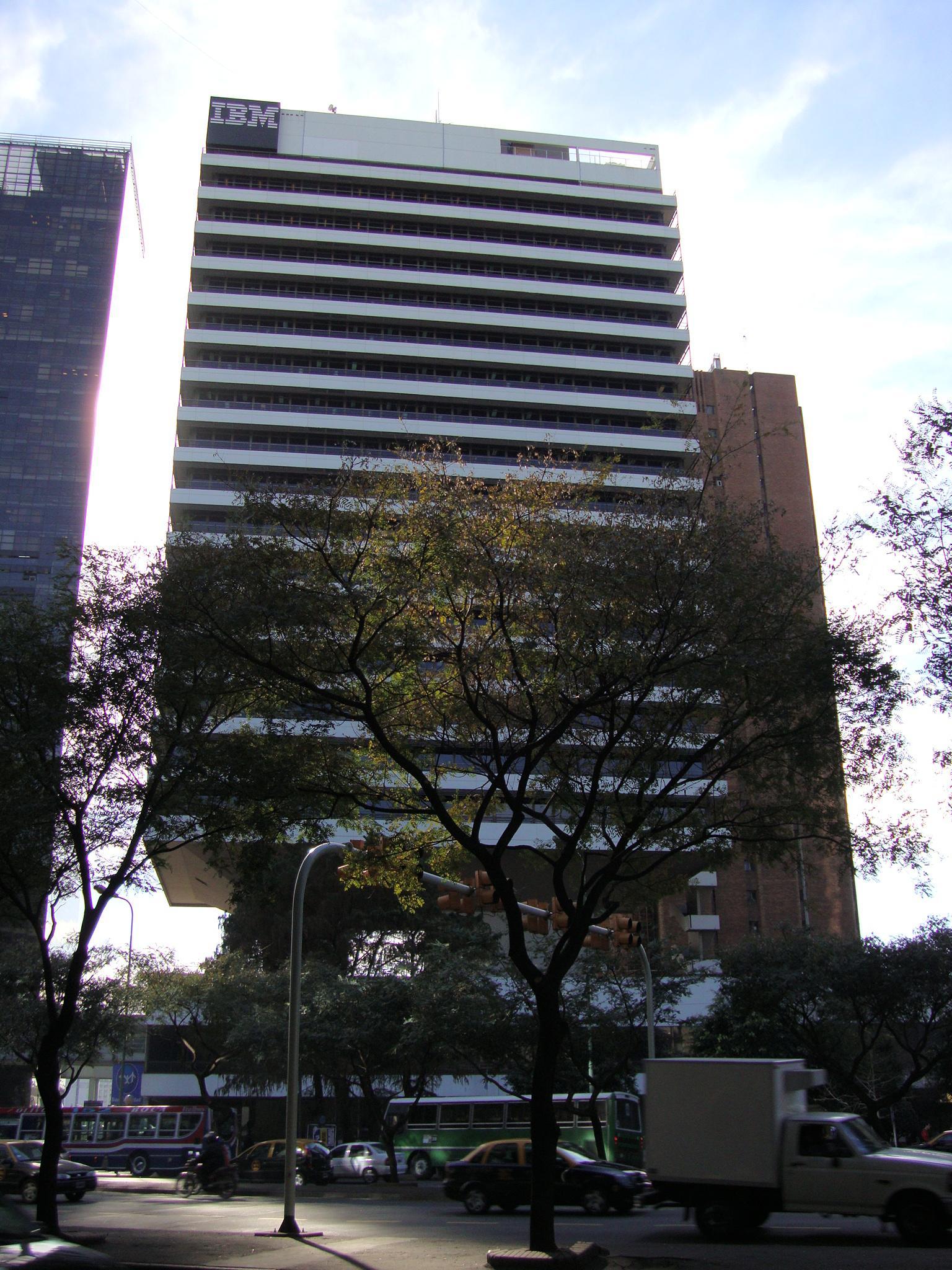
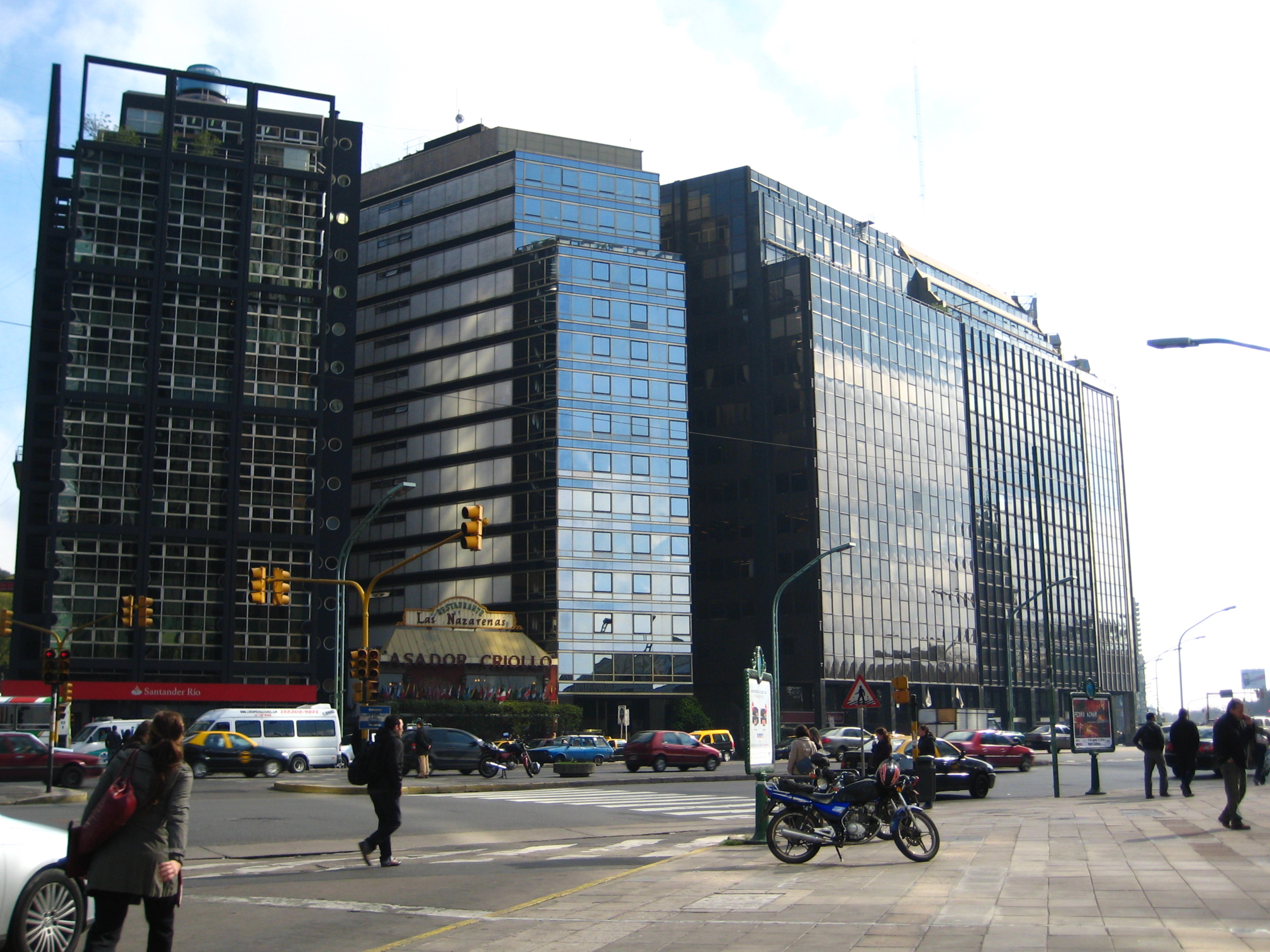
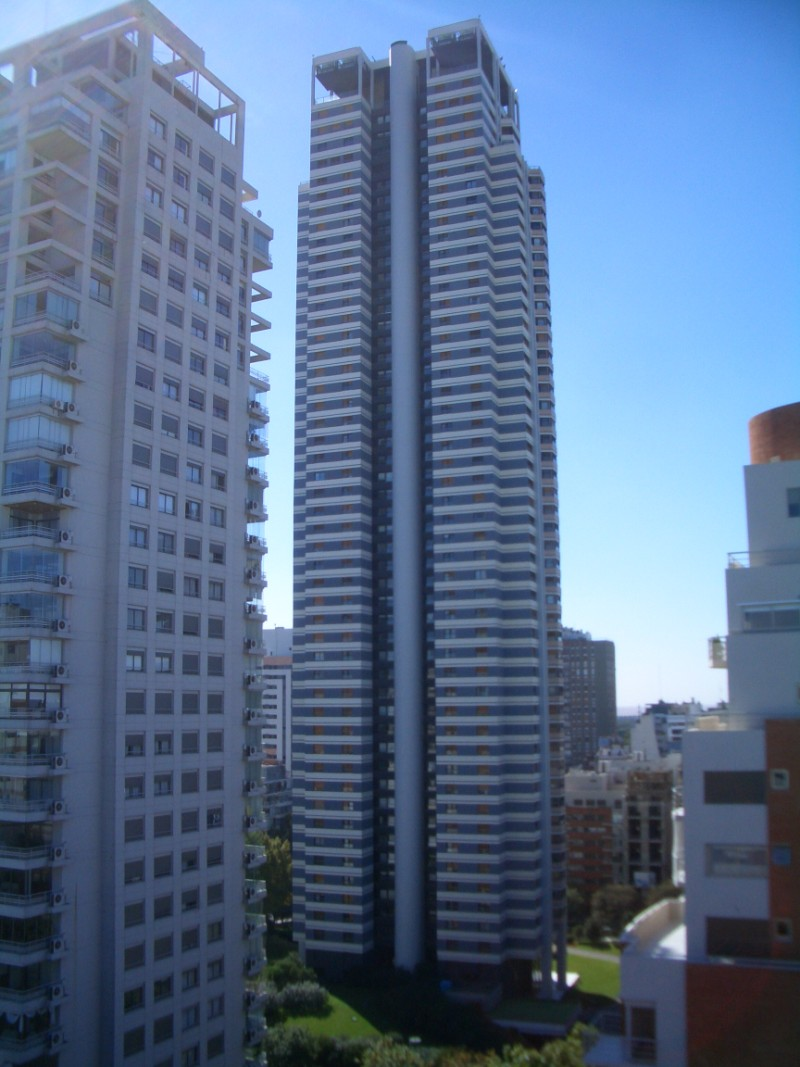
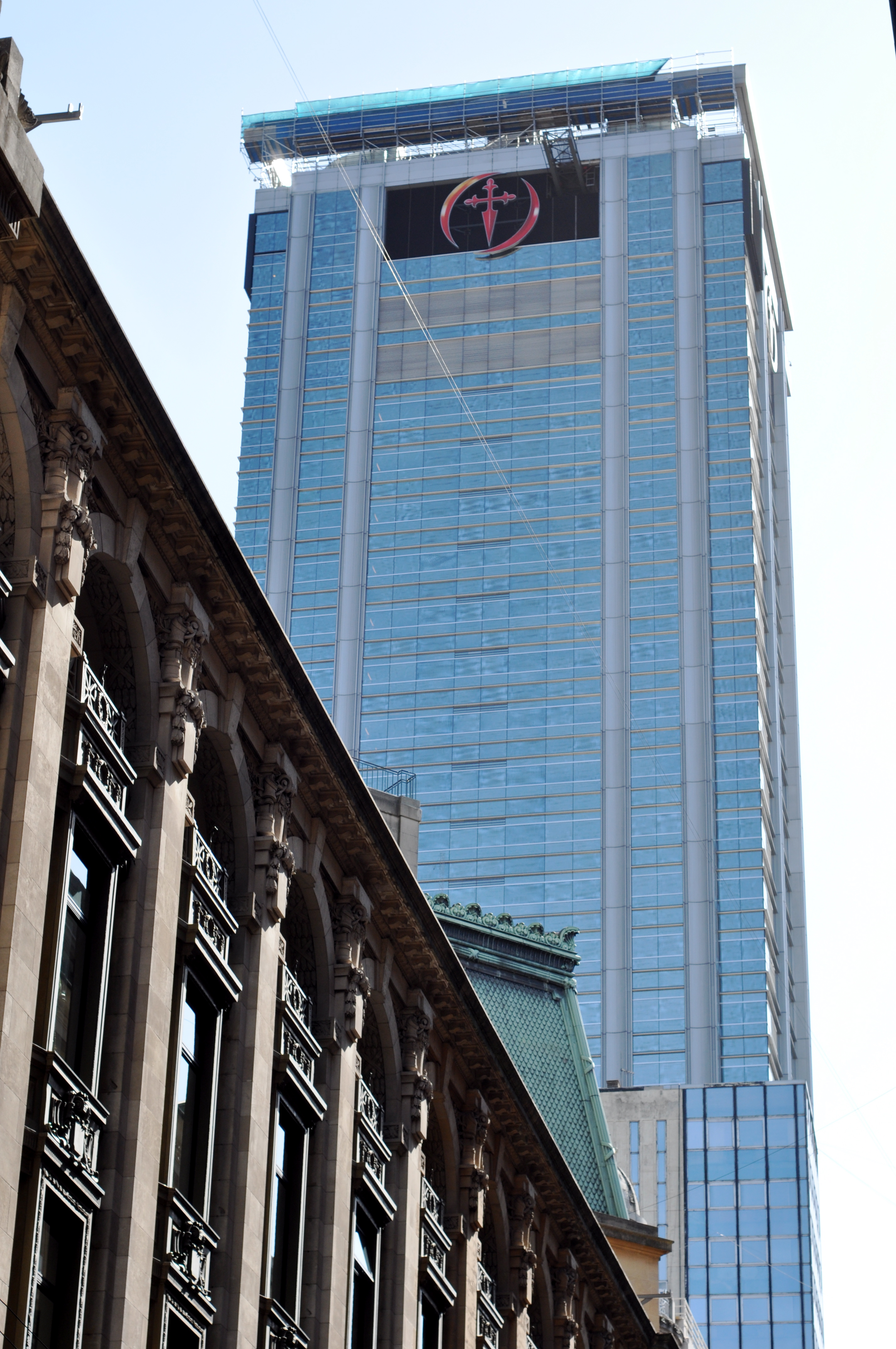